# Mark Carney
Pour les articles homonymes, voir Carney.
Mark Carney, né le 16 mars 1965 à Fort Smith (Territoires du Nord-Ouest), est un économiste, banquier, haut fonctionnaire et homme d'État canadien. Chef du Parti libéral du Canada, il occupe le poste de premier ministre du Canada depuis le 14 mars 2025.
Ancien banquier d'affaires, il est gouverneur de la Banque du Canada puis gouverneur de la Banque d'Angleterre. De 2004 à 2008, il est sous-ministre délégué principal des Finances du gouvernement canadien. En septembre 2024, il devient conseiller spécial du Parti libéral du Canada sur la croissance économique.
Il brigue la direction du Parti libéral dans la course à la succession de Justin Trudeau en début 2025. Le 9 mars, il est élu chef du Parti libéral du Canada. Le 14 mars, il prête serment en tant que premier ministre du Canada. Il remporte par la suite les élections fédérales anticipées d'avril 2025 et est élu député fédéral.

## Biographie

### Jeunesse
Mark Joseph Carney naît le 16 mars 1965 à Fort Smith, dans les Territoires du Nord-Ouest, où son père est directeur d'une école secondaire et sa mère institutrice. La famille Carney déménage à Edmonton au début des années 1970 quand le père est nommé professeur d'histoire de l'éducation à l'Université de l'Alberta. Il réalise alors ses études secondaires à la St. Rose Catholic junior high school puis à l'école Saint François Xavier, des écoles catholiques.
Comme ses deux frères, il poursuit ses études en économie à l'université Harvard à l'aide d'une bourse. Il obtient son baccalauréat des arts en lettres en 1988. Il obtient une maîtrise de l'université d'Oxford en 1993.
En 1995, il soutient une thèse de doctorat à l'université d'Oxford intitulée The Dynamic Advantage of Competition.

### Carrière professionnelle

#### Banquier d'affaires
Mark Carney travaille treize ans au sein de la banque d'affaires Goldman Sachs, dans ses bureaux de Londres, Tokyo, New York et Toronto. Il y grimpe les échelons, s'impliquant notamment dans l'économie post-apartheid de l'Afrique du Sud ainsi que dans les opérations de Goldman Sachs liées à la crise financière russe de 1998.

#### Haut fonctionnaire de la Banque du Canada
En août 2003, Mark Carney est nommé sous-gouverneur de la Banque du Canada. En novembre 2004, il devient sous-ministre délégué principal des Finances. Outre ses responsabilités nationales au gouvernement, il assume les fonctions de représentant du Canada auprès du G7, du G20 et du Forum sur la stabilité financière.
Du 1er février 2008 au 1er juin 2013, il est gouverneur de la Banque du Canada. Pendant ce mandat, des documents secrets de la Banque du Canada sont volés dans sa voiture le 1er novembre 2010.

#### Haut fonctionnaire de la Banque d'Angleterre
En novembre 2012, Mark Carney est nommé gouverneur de la Banque d'Angleterre,.
Il prend ses fonctions le 1er juillet 2013 et devient le premier gouverneur non britannique depuis la fondation de l'établissement en 1693. George Osborne, ministre britannique de l'économie, le présente comme le « meilleur banquier central de sa génération ».
Outre sa fonction de gouverneur de la Banque d'Angleterre, Mark Carney est également président du Conseil de stabilité financière (en anglais Financial Stability Board ou FSB) et premier vice-président (First Vice-Chair) du Conseil européen du risque systémique (en anglais European Systemic Risk Board, ESRB). Il est aussi membre du Group of Thirty, ou G30, (Groupe des Trente) ainsi que du Conseil de la fondation du Forum économique mondial.
En septembre 2015, il prononce, devant les membres du Lloyd's of London, un discours devenu une référence dans lequel il dénonce « la tragédie des horizons » qui voit, selon lui, le monde financier s'aveugler face au réchauffement climatique :

« Nous n’avons pas besoin d’une armée d’actuaires pour nous dire que les conséquences catastrophiques du changement climatique se manifesteront bien après les horizons traditionnels de la plupart des acteurs, imposant un coût aux générations futures que les générations actuelles n’ont pas d’intérêt direct à régler. Cela est au-delà du cycle économique, du cycle politique, et de l’horizon des autorités technocratiques comme les banques centrales. […] Pour la stabilité financière, c’est un peu plus long, mais généralement jusqu’aux limites du cycle de crédit, environ une décennie. En d’autres termes, une fois que le changement climatique devient un sujet pour la stabilité financière, il peut-être déjà trop tard,. »

 Selon la journaliste Martine Orange, Carney est « le premier des banquiers centraux et des régulateurs à souligner la sous-estimation systématique des risques posés par le changement climatique, et leurs répercussions sur l’ordre du monde ».
Quelques semaines avant le référendum sur l'appartenance du Royaume-Uni à l'Union européenne, il déclare que le Brexit pourrait provoquer une récession au Royaume-Uni, une déclaration qui suscite des appels à sa démission de la part de partisans de la sortie.

#### Retour au Canada
Pendant la pandémie de Covid-19, Mark Carney conseille le premier ministre Justin Trudeau sur la réponse économique à apporter à la crise. En octobre 2020, il est nommé vice-président de Brookfield Asset Management, un important fonds financier canadien. En août 2023, Mark Carney devient président du conseil d'administration de Bloomberg LP.

### Ascension politique

#### Campagne des élections municipales de 2022
Lors des élections municipales d'Ottawa en 2022, Mark Carney apporte son soutien à la candidate Catherine McKenney et à son plan pour la mobilité. En octobre 2023, il salue la nomination de Rachel Reeves comme candidate pour le poste de chancelière de l'Échiquier du Royaume-Uni.
En septembre 2024, il est choisi pour diriger un groupe de travail du Parti libéral du Canada sur la croissance économique en vue des élections fédérales de 2025. En décembre 2024, il est évoqué comme un remplaçant potentiel à Chrystia Freeland au poste de ministre des Finances.

#### Élection à la tête du Parti libéral
Le nom de Mark Carney est régulièrement cité par la presse comme potentiel nouveau chef du Parti libéral du Canada,. Il se lance en janvier 2025 dans la course à la direction du parti consécutive à la démission du premier ministre Justin Trudeau. Il se met alors en retrait de ses différents rôles au sein de conseils de direction privés pour se concentrer sur sa campagne. Le 27 janvier, le Parti libéral annonce qu'il fait partie des six candidats qualifiés pour la campagne.
Le 9 mars 2025, il remporte les élections internes avec 85 % des voix.

### Premier ministre du Canada

#### Nomination et premiers déplacements

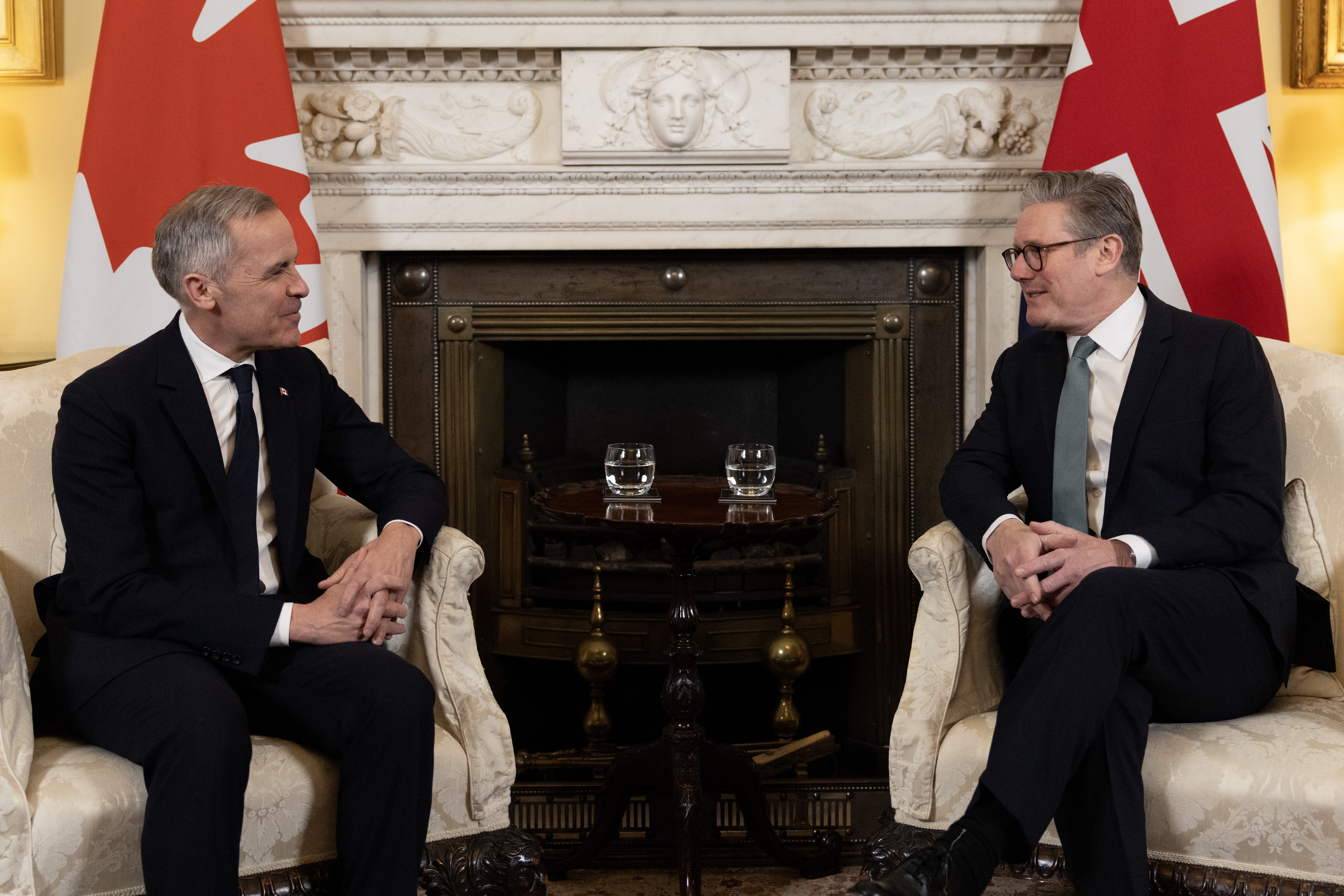
Mark Carney et le Premier ministre britannique Keir Starmer, 17 mars 2025.

Mark Carney est officiellement nommé premier ministre du Canada par la gouverneure générale Mary Simon, et assermenté le 14 mars 2025, succédant à Justin Trudeau. Il présente son cabinet le même jour.
Il effectue quelques jours plus tard son premier voyage officiel à Paris, où il affirme vouloir renforcer les liens du Canada avec des « alliés fiables comme la France pour faire face à ce monde de plus en plus instable et dangereux », dans un contexte de tensions avec les États-Unis. Il se rend ensuite à Londres, où il est notamment reçu au palais de Buckingham par Charles III, roi du Canada.

#### Élections fédérales anticipées
Le 20 mars 2025, Mark Carney annonce des élections anticipées pour le 28 avril 2025. Le Parti libéral du Canada remporte le scrutin avec 169 sièges d'un total de 343 députés à la Chambre des communes du Canada. Mark Carney est personnellement élu député fédéral dans la circonscription de Nepean,.
À la suite des élections fédérales, Mark Carney invite le roi Charles III à ouvrir la 45e législature du Canada et à lire le discours du Trône au Parlement. C'est la première fois qu'un monarque canadien le fait en personne depuis 1977. Cette invitation se veut une affirmation de la souveraineté canadienne face aux menaces du président américain Donald Trump d'annexer le Canada et à la guerre commerciale que livrent les États-Unis au Canada et au Mexique.

#### 51esommetdu G7 à Kananaskis
En juin 2025, le Canada accueille le 51e sommet du G7 à Kananaskis, en Alberta. En sa qualité de président, Mark Carney ouvre le sommet et y invite d'autres dirigeants mondiaux, dont l'Indien Narendra Modi et l'Ukrainien Volodymyr Zelensky,.

### Vie privée

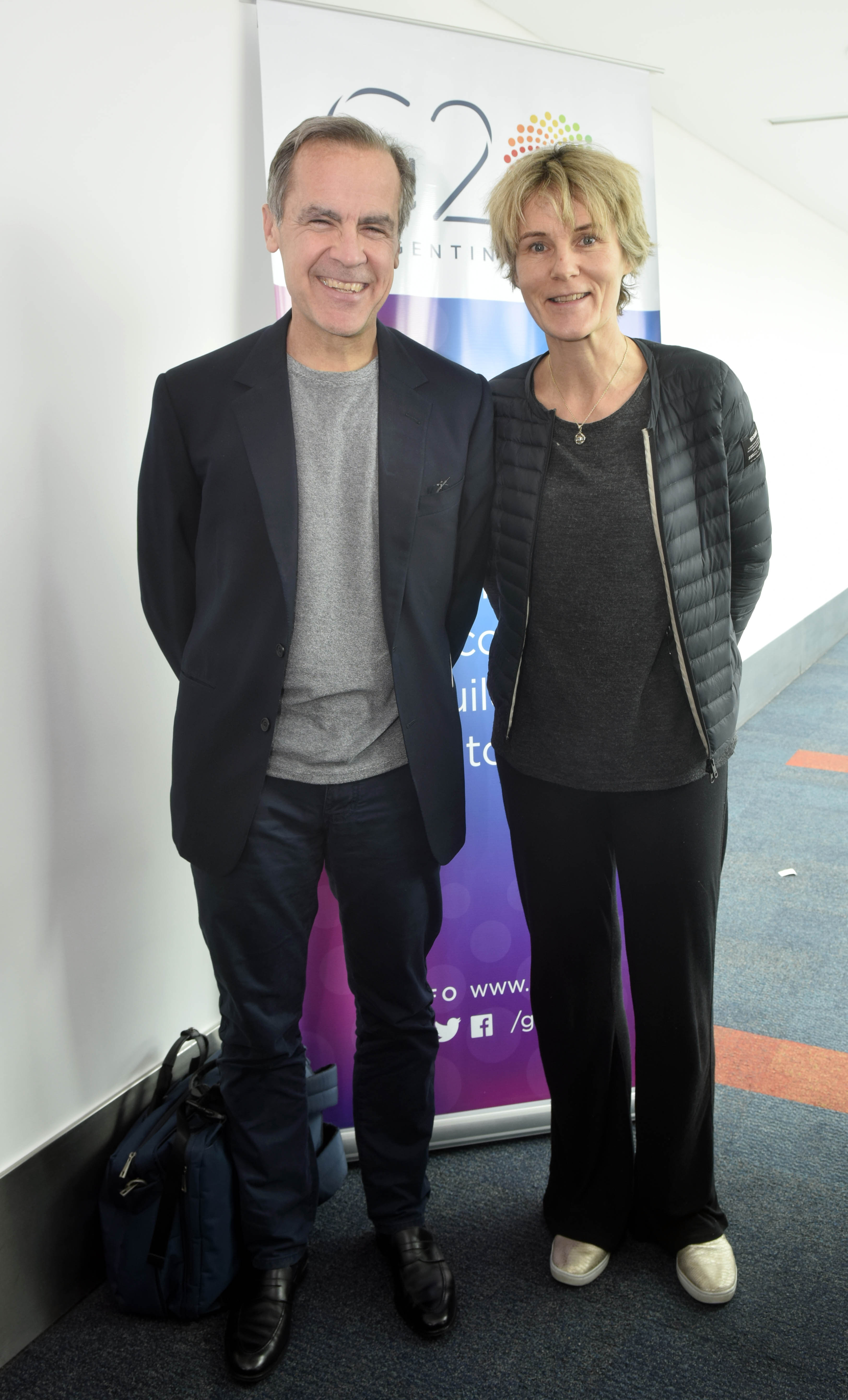
Carney et son épouse Diana Fox lors du sommet du G20 de 2018 à Buenos Aires.

Mark Carney est marié avec Diana Fox, une économiste britannique qu'il a rencontrée lors de sa thèse de doctorat et avec qui il a quatre enfants. Il est catholique pratiquant ; il a été nommé en 2015 par l'hebdomadaire The Tablet comme étant le catholique le plus influent du Royaume-Uni,. Sa langue maternelle est l'anglais et il parle un peu le français.
Il est triple citoyen du Canada, de l'Irlande et du Royaume-Uni, ayant obtenu la citoyenneté irlandaise à la fin des années 1980 et la citoyenneté britannique en 2018 — cette dernière alors qu'il est gouverneur de la Banque d'Angleterre, respectant ainsi un engagement qu'il avait pris en acceptant ce poste,. Peu avant de devenir premier ministre canadien en mars 2025, il indique qu'il a entamé le processus de renonciation officielle à ses citoyennetés britannique et irlandaise pour signifier son engagement envers le Canada. Ce processus est achevé le mois suivant.

## Publications
Mark Carney a publié le livre Value(s) Building a Better World for All en 2021, dans lequel il attaque le fonctionnement actuel du marché et plaide pour qu'on accorde une plus large part au facteur humain et un meilleur traitement aux travailleurs essentiels. L'ouvrage a reçu des critiques positives de la part de John Ivison dans le National Post et de Will Hutton dans The Guardian. Il prévoit de publier en mai 2025 The Hinge: Time to Build an Even Better Canada.

## Distinctions honorifiques
- Ordre du Canada[44]
- Freeman of the City of London[45]